# Telothyria hamata
Telothyria hamata är en tvåvingeart som först beskrevs av Wulp 1890.  Telothyria hamata ingår i släktet Telothyria och familjen parasitflugor. Inga underarter finns listade i Catalogue of Life.